# باولينو بيرتاشيتي
باولينو بيرتاشيتي (19 نوفمبر 1997 بشارلوروا في بلجيكا - ) هو لاعب كرة قدم بلجيكي في مركز الهجوم. شارك مع منتخب بلجيكا تحت 17 سنة لكرة القدم ومنتخب بلجيكا تحت 18 سنة لكرة القدم ومنتخب بلجيكا تحت 19 سنة لكرة القدم. أما مع النوادي، فقد لعب مع نادي جينك.

## وصلات خارجية
- باولينو بيرتاشيتي على موقع الاتحاد البلجيكي (الإنجليزية)
- باولينو بيرتاشيتي على موقع قاعدة بيانات كرة القدم.إي يو (الإنجليزية)
- باولينو بيرتاشيتي على موقع Soccerway.com (الإنجليزية)
- باولينو بيرتاشيتي على موقع عالم كرة القدم.نت (الإنجليزية)